# 史三榮
史三榮，山西忻州人，清朝政治人物、进士出身。

## 生平
顺治三年，登进士，官至山東東阿縣知縣。